# یومی سینتو
یومی سینتو (انگلیسی: Yomi Scintu؛ زادهٔ ۲۰ مهٔ ۱۹۹۷) بازیکن فوتبال اهل آلمان است.